# Соколов, Владимир Николаевич (поэт)
Влади́мир Никола́евич Соколо́в (18 апреля 1928, Лихославль — 24 января 1997, Москва) — русский советский поэт, эссеист и переводчик.

## Биография
Родился 18 апреля 1928 года в г. Лихославль (ныне — Тверской области) в семье военного инженера Николая Семёновича Соколова (1903—1964). Мать Антонина Яковлевна Соколова (1904—1980) — архивист, сестра известного писателя-сатирика 1920—1930-х годов Михаила Козырева.
В семье Козыревых сложились свои литературные традиции. В частности, А. Я. Соколова была увлечена поэзией Александра Блока и, по старинному поверью, ожидая рождения сына, перечитывала его стихи.
Первые стихи были написаны Владимиром Соколовым в возрасте восьми лет. В старших классах Соколов с другом Давидом Ланге издаёт несколько рукописных журналов: «XX век» (1944) и «На заре» (1946). В это же время посещает литературный кружок советской поэтессы Елены Благининой. По рекомендации Благининой и профессора Л. И. Тимофеева в 1947 году Соколов принят в Литературный институт, семинар поэта Василия Казина. Институт Владимир Соколов окончил в 1952 г.
Первое стихотворение Владимира Соколова «Памяти товарища» было опубликовано в «Комсомольской правде» (1948, 1 июля). Дебют не остался без внимания Степана Щипачёва (статья «Заметки о поэзии 1953 года»). Он рекомендовал поэта в Союз писателей СССР.
Первая книга, которую Соколов хотел назвать «Крылья», вышла в 1953 году под заглавием «Утро в пути».
В 1955 году Соколов женился на болгарке Хенриэтте Христевне Поповой, окончившей в 1954 философское отделение Московского университета. Много переводил с болгарского. В 1960 году вышла книга «Стихи из Болгарии». В 1961 году Х. Х. Попова покончила жизнь самоубийством. На руках Соколова остались двое детей, Андрей и Снежана, воспитанием которых занимались мать поэта и его сестра, прозаик Марина Соколова.
Вторая жена Соколова — Марианна Евгеньевна Роговская, литературовед и филолог, долгие годы возглавлявшая Дом-музей А. П. Чехова в Москве.
Многие стихотворения Соколова посвящены тверской земле. В их числе «На станции» (1950), «Вечер на Родине» (1951), «Окраина» (1953), «Звезда полей» (1963), «Лучшие годы я прожил» (1972), «Еще гудели где-то паровозы» (1984).
Соколов — кавалер ордена Кирилла и Мефодия (Болгария, 1977), лауреат Государственной премии СССР (1983), Международной премии имени Н. Вапцарова (1989), первый лауреат Государственной премии России им. А. С. Пушкина (1995), Международной Лермонтовской премии (1996), награждён многими государственными наградами СССР и Российской Федерации.
В Лихославле в 2002 году именем Владимира Соколова названа Центральная районная библиотека, возле которой установлен памятный камень поэту.
Жил в д. 5 по Астраханскому переулку и знаменитом писательском доме в Лаврушинском переулке. Умер 24 января 1997 года. Похоронен на Кунцевском кладбище в Москве.
Скупые и скромные выразительные средства, приверженность традиции и плотность стиха, определённая метафорой, говорят о сознательном отделении Соколова от публицистического пафоса. Соколов пишет о непрочности бытия, об опасности в мире, лишь кажущемся устойчивым. Он любит ясную осень, снег, мягкий пейзаж, город, запечатлевая эти образы во внешне простых, но многослойных стихах
.
В 2021 году на студии «CatFilms» по мотивам стихотворения Соколова «Все чернила вышли, вся бумага…» сняли мультфильм «Соловей», который вошёл в серию мультфильмов «Люблю природу русскую».

## Сочинения автора
- Утро в пути. — М.: Советский писатель, 1953. — 112 с., 10 000 экз.
- Трава под снегом. — М.: Советский писатель, 1958.
- На солнечной стороне. — М.: Советский писатель, 1961. — 120 с., 4 000 экз.
- Смена дней. — М.: Молодая гвардия, 1965. — 216 с., 10 000 экз.
- Разные годы. — М.: Советский писатель, 1966. — 200 с., 20 000 экз.
- Снег в сентябре. — М.: Советская Россия, 1968. — 144 с., 25 000 экз.
- Стихотворения. — М.: Художественная литература, 1970. — 224 с., 10 000 экз.
- Вторая молодость. — М.: Молодая гвардия, 1971. — 192 с., 50 000 экз.
- Четверть века. — М.: Советская Россия, 1975. — 256 с., 20 000 экз.
- Городские стихи. — М.: Советский писатель, 1977. — 168 с., 25 000 экз.
- Позднее утро. — М.: Современник, 1977. — 240 с., 30 000 экз.
- Спасибо, музыка. — М.: Молодая гвардия, 1978. — 304 с., 50 000 экз.
- Сюжет: Стихи, поэма. — М.: Советский писатель, 1980. — 128 c.
- Сюжет: Стихи, поэма. — М.: Советский писатель, 1986. [переизд.] — 30 000 экз. (Библиотека произведений, удостоенных Государственной премии СССР)
- Долина. — М.: Современник, 1981.
- Стихотворения. — М.: Детская литература, 1983.
- Любовь как любовь. — М.: Правда, 1985. — 32 с., 85 000 экз. (Библиотека «Огонёк»)
- «Возвращаю». — М.: Современник, 1985.
- Новые времена. — М.: Молодая гвардия, 1986. — 126 с., 25 000 экз.
- Стихотворения. Поэмы. — М.: Художественная литература, 1987.
- Я тебе изумляюсь, Тбилиси: Стихи, переводы из грузинской поэзии. — Тбилиси: Мерани[груз.], 1987.
- Избранное. — М.: Советский писатель, 1989. — 588 с., 20 000 экз. ISBN 5-265-00075-5
- Посещение. — М.: Советский писатель, 1992. — 112 с., 2 000 экз. ISBN 5-265-01923-5
- Стихи Марианне. — М.: ПРОК, 1996. — ISBN 5-89283-001-2
- Неповторимый венец: стихи и поэмы. — М.: Новый ключ, 1999. — ISBN 5-7082-0052-9
- Белые ветки России. — М.: Русская книга, 2000. — (Поэтическая Россия) — 414 с., 5 000 экз. ISBN 5-268-00476-X
- Это вечное стихотворенье…Книга лирики. — М.: Издательский дом «Литературная газета», 2007. — ISBN 978-5-9533-2953-8

Собрание сочинений
- Избранные произведения в двух томах. — М., 1981.

## Память
Библиотеки
- В Лихославле в 2002 году именем Владимира Соколова названа Центральная районная библиотека, возле которой был установлен памятный камень поэту, в 2016 году он был заменён на памятник[9].
- В 2020 году в Москве именем Владимира Соколова названа библиотека № 118 (ЦБС ЮВАО).

Фильмы
- «Я был поэтом на земле. Владимир Соколов» — документальный фильм (Россия, 2008). Премьера состоялась на телеканале «Культура» на следующий день после 80-летия со дня рождения Соколова.

Мероприятия
- С 2018 года в Лихославле ежегодно проводится поэтический фестиваль «Соколовские чтения», посвящённый памяти поэта[10].